# 西村清次
西村 清次（にしむら せいじ、1915年2月18日 - 2013年8月1日）は、日本の経営者。京都中央信用金庫理事長を務めた。

## 経歴・人物
京都府出身。関東軍無線電信教習所、朝鮮平壌日本穀産工業での勤務を経て、1947年1月に京都中央信用金庫に入社し、1949年に立命館大学文学部哲学科を卒業。1950年4月に理事に就任し、1959年に専務を経て、1972年12月に理事長に就任。1989年5月に会長に就任し、1995年5月から2000年5月までに相談役を務めた。1981年に立命館理事長に就任し、1995年11月には名誉会長に就任。
1977年に黄綬褒章を受章し、1981年4月に勲三等瑞宝章を受章し、1996年4月に勲二等瑞宝章を受章。
2013年8月1日に老衰のために死去。98歳没。